# Élections municipales de 2020 dans le Vorarlberg
Les élections municipales de 2020 dans le Vorarlberg ont lieu le 13 septembre 2020 afin d'élire les conseillers municipaux et les bourgmestres des 96 communes du Vorarlberg. Initialement prévues pour le 15 mars 2020, les élections sont cependant reportées par le gouvernement provincial en raison de la pandémie de Covid-19 qui touche alors le pays.
Les conservateurs de l'ÖVP restent de loin le premier parti et sont en progression, tout comme les écologistes.

## Résultats
| Partis                    | Partis                                                 | Voix    | %     | +/- | Sièges | +/-           |
| ------------------------- | ------------------------------------------------------ | ------- | ----- | --- | ------ | ------------- |
|                           | Parti populaire autrichien (ÖVP)                       | 62 179  | 42,42 | 5,0 | 699    | 204           |
|                           | Listes citoyennes                                      | 23 410  | 15,97 |     | 495    |               |
|                           | Les Verts - L'Alternative verte (Grünen)               | 21 192  | 14,46 | 3,2 | 157    | 35            |
|                           | Parti de la liberté d'Autriche (FPÖ)                   | 18 375  | 12,54 | 1,6 | 163    | 10            |
|                           | Parti social-démocrate d'Autriche (SPÖ)                | 14 151  | 9,65  | 0,1 | 97     | 4             |
|                           | NEOS - La nouvelle Autriche et le Forum libéral (NEOS) | 4 446   | 3,03  |     | 21     |               |
|                           | Autres partis                                          | 2 826   | 1,93  |     | 12     |               |
|                           |                                                        |         |       |     |        |               |
| Suffrages exprimés        | Suffrages exprimés                                     | 146 579 |       |     |        |               |
| Votes blancs et invalides |                                                        |         |       |     |        |               |
| Total                     | Total                                                  |         | 100   | -   | 1644   | en stagnation |
| Abstentions               |                                                        |         |       |     |        |               |
| Inscrits / participation  |                                                        |         |       |     |        |               |

### Dornbirn
| Partis                    | Partis                                                 | Voix   | %     | +/-  | Conseillers | +/- |
| ------------------------- | ------------------------------------------------------ | ------ | ----- | ---- | ----------- | --- |
|                           | Parti populaire autrichien (ÖVP)                       | 7 526  | 43,53 | 0,68 | 17          | 1   |
|                           | Les Verts - L'Alternative verte (Grünen)               | 3 436  | 19,87 | 5,89 | 7           | 2   |
|                           | Parti social-démocrate d'Autriche (SPÖ)                | 2 403  | 13,90 | 6,07 | 5           | 2   |
|                           | Parti de la liberté d'Autriche (FPÖ)                   | 2 058  | 11,90 | 4,28 | 4           | 2   |
|                           | NEOS - La nouvelle Autriche et le Forum libéral (NEOS) | 1 466  | 8,48  | 2,82 | 3           | 1   |
|                           | HaK Dornbirn                                           | 400    | 2,31  | Nv.  | 0           | 0   |
|                           |                                                        |        |       |      |             |     |
|                           |                                                        |        |       |      |             |     |
| Suffrages exprimés        | Suffrages exprimés                                     | 17 289 |       |      |             |     |
| Votes blancs et invalides |                                                        |        |       |      |             |     |
| Total                     | Total                                                  |        | 100   | -    | 36          | 0   |
| Abstentions               |                                                        |        |       |      |             |     |
| Inscrits / participation  |                                                        |        |       |      |             |     |

### Feldkirch
| Partis                    | Partis                                                 | Voix   | %     | +/-  | Conseillers | +/- |
| ------------------------- | ------------------------------------------------------ | ------ | ----- | ---- | ----------- | --- |
|                           | Parti populaire autrichien (ÖVP)                       | 4 111  | 40,48 | 7,34 | 15          | 3   |
|                           | Les Verts - L'Alternative verte (Grünen)               | 2 436  | 23,99 | 4,80 | 9           | 2   |
|                           | Parti de la liberté d'Autriche (FPÖ)                   | 1 847  | 18,19 | 0,88 | 6           | 0   |
|                           | NEOS - La nouvelle Autriche et le Forum libéral (NEOS) | 826    | 8,13  | 1,06 | 3           | 1   |
|                           | Parti social-démocrate d'Autriche (SPÖ)                | 609    | 6,00  | 0,41 | 2           | 0   |
|                           | WIR - Plateform pour la famille et les enfants         | 327    | 3,22  | 0,19 | 1           | 0   |
|                           |                                                        |        |       |      |             |     |
|                           |                                                        |        |       |      |             |     |
| Suffrages exprimés        | Suffrages exprimés                                     | 10 156 |       |      |             |     |
| Votes blancs et invalides |                                                        |        |       |      |             |     |
| Total                     | Total                                                  |        | 100   | -    | 36          | 0   |
| Abstentions               |                                                        |        |       |      |             |     |
| Inscrits / participation  |                                                        |        |       |      |             |     |